# 东亚海域环境管理区域合作计划
东亚海域环境管理区域合作计划（英語：Partnerships in Environmental Management for the Seas of East Asia，简写为 PEMSEA）是由联合国开发计划署实施、联合国项目事务厅执行的区域合作伙伴关系计划。该项目始于1993年。2012年7月31日起，东亚海域环境管理区域合作计划由菲律宾环境和自然资源部承办，并在菲律宾奎松市环境和自然资源部设有办公室。
2014 年 12 月 9 日，在中国青岛设立中国-PEMSEA可持续海岸带管理合作中心。
每年7月召开的东亚海伙伴关系理事会是PEMSEA的最高决策机制，每三年召开一届的东亚海大会是PEMSEA影响力最大的活动，期间召开的部长论坛一般会通过部长宣言，指导PEMSEA的发展方向。目前已经召开了四届部长会议。2006年中国海口承办了第二届东亚海大会，部长会议通过了《海口宣言》。
2003年12月，由12个国家政府通过的《东亚海可持续发展战略》（英語：The Sustainable Development Strategy for Seas of East Asia，简写为 SDS-SEA），是PEMSEA的主要业务。目前在实施的项目有近10个，最大的项目由联合国开发计划署和全球环境基金资助的“实施东亚海可持续发展战略项目”，项目总资金1.4亿美元，包括全球环境基金赠款1000万美元。此外赠款方包括世界银行、联合国环境署、瑞典发展援助局、韩国丽水项目、日本海洋政策研究基金会等。中国、日本、韩国、新加坡每年都有捐赠，支持秘书处的业务和人员工资。自2007年起，中国每年捐赠100万人民币。
PEMSEA的具体职责包括：
1. 发展伙伴关系，筹集资金，组织实施《东亚海可持续发展战略》，提高气候变化防御能力，降低溢油等人为事故的灾害和损失，包括生物多样性，实施生物渔业战略，促进水资源利用的效率，降低海洋污染。
2. 举办三年一届的东亚海大会，回顾战略的实施进展，交流实施经验，部长会议并为PEMSEA的发展方针和策略。
3. 举办东亚海伙伴关系理事会和执委会会议，监督部长会宣言的实施情况。
4. 建立和发展PEMSEA地方政府网络、海岸带综合管理大学网络、PEMSEA可持续企业网络、青年论坛等网络和平台，促进东亚海区域不同团体之间的交流，推动《东亚海可持续发展战略》的投资。
5. 组织培训，发挥大学网络成员的作用，提高地方政府实施海岸带综合管理的能力。
6. 推广海岸带综合管理标准化建设，组织地方政府实施海岸带综合管理的认证工作。

## 合作伙伴
PEMSEA 的合作伙伴包括下列赞助伙伴、国家合作伙伴、非国家合作伙伴和合作机构：

### 赞助伙伴[5]
- 联合国开发计划署（UNDP）
- 全球环境基金（GEF）

### 国家合作伙伴[6]
- 柬埔寨
- 中国
- 朝鲜
- 印尼
- 日本
- 老挝
- 菲律宾
- 韩国
- 新加坡
- 东帝汶
- 越南

### 非国家合作伙伴
- 东盟生物多样性中心（英語：Asean Centre for Biodiversity，ACB）
- 海岸管理中心（英語：Coastal Management Center，CMC）[7]
- 保护国际菲律宾
- 封闭沿海海域国际环境管理中心（英語：International Environmental Management of Enclosed Coastal Seas Center，EMECS）[8]
- 联合国环境署保护海洋环境免受陆源污染全球行动计划（英語：UNEP Global Programme of Action for the Protection of the Marine Environment from Land-Based Activities，UNEP/GPA）[9]
- 联合国教科文组织国际海洋学委员会西太平洋分委员会（英語：IOC Sub-Commission for the Western Pacific，IOC-WESTPAC）[10]
- 国际海洋研究所（英語：International Ocean Institute，IOI）[11]
- 国际石油工业环境保护协会（英語：International Petroleum Industry Environmental Conservation Association，IPIECA）[12][13]
- 国际自然保护联盟亚洲地区办事处
- 韩国环境研究院（英語：Korea Environment Institute，KEI）[14]
- 韩国海洋科学技术研究所（英語：Korea Institute of Ocean Science and Technology，KIOST）[15]
- 韩国海事研究院（英語：Korea Maritime Institute，KMI）[16]
- 韩国海洋环境管理公司（英語：Korea Marine Environment Management Corporation，KOEM）[17]
- 韩国海洋生物多样性研究所（英語：Marine Biodiversity Institute of Korea，MABIK）[18]
- 挪威水研究所（挪威語：Norsk Institutt for Vannforskning，NIVA）[19]
- 西北太平洋行动计划（英語：Northwest Pacific Action Plan，NOWPAP）[20]
- 笹川和平基金会海洋政策研究所（英語：Ocean Policy Research Institute of the Sasakawa Peace Foundation，OPRI-SPF）[21]
- 油污应急响应有限公司（英語：Oil Spill Response Limited，OSRL）[22]
- 普利茅斯海洋实验室（英語：Plymouth Marine Laboratory，PML）[23]
- 可持续海岸发展的地方政府PEMSEA网络（英語：PNLG for Sustainable Coastal Development）[24]
- 联合国开发计划署/全球环境基金小额赠款计划（英語：UNDP/GEF Small Grants Programme，SGP）[25]

### 合作伙伴
除了官方的国家和非国家伙伴外，PEMSEA还与许多合作组织合作，包括国际和区域性非政府组织、行业协会、发展组织、区域项目和研究机构。这些合作伙伴关系在协调和整合在东亚地区海岸和海洋可持续发展方面的研究、规划、投资和其他战略干预方面的共同努力中发挥着重要作用。